# Тип поведения D
Тип поведения D (от D — дистресс) — комбинация черт человека таких, как негативная эмоциональность (например, беспокойство, раздражительность) и социальная ингибиция (например, сдержанность и отсутствие уверенности в себе).

## Характеристики
Лица с типом поведения D имеют тенденцию испытывать повышенные негативные эмоции, как правило, проблемы с восприятием эмоций других людей. Йохан Денолле, профессор медицинской психологии Тилбургского университета, разработал конструкцию, основанную на клинических наблюдениях пациентов с сердечной недостаточностью, эмпирических данных и существующих теорий личности. Распространенность типа поведения D составляет 21 % в общей популяции и колеблется от 18 % до 53 % у пациентов с сердечной недостаточностью.
Негативная эмоциональность положительно связана с нейротизмом, а социальная ингибиция отрицательно связана с экстраверсией. Кроме того, трудности, с которыми сталкиваются пациенты типа D, связаны не только с психологическими расстройствами, но и с постоянными болями в груди и отказом от работы. Люди типа D также, как правило, имеют меньше личных связей с другими людьми и чувствуют себя некомфортно с незнакомцами.
В некоторых ранних исследованиях было обнаружено, что у пациентов типа D с ишемической болезнью сердца (ИБС) наблюдается худший прогноз после инфаркта миокарда (ИМ) по сравнению с пациентами без типа поведения D. В некоторых из этих исследований тип D ассоциировался с 4-кратным повышением риска смерти, рецидивирующим ИМ или внезапной сердечной смертью независимо от традиционных факторов риска, таких как тяжесть заболевания. Однако, последующие более масштабные исследования не смогли воспроизвести эти результаты. Таким образом, некоторые исследователи утверждали, что ранние результаты, которые, связывают тип поведения D со смертностью у пациентов с ИБС и ССЗ, могут непреднамеренно достигать преувеличенных или ложных выводов.

## Опросник
Личность типа D может быть оценена с помощью надежного 14-вопросного теста «Шкала типа D (DS14)», основанного на более ранней версии DS16. Семь пунктов относятся к негативной эмоциональности, а другие семь — к социальной ингибиции. Люди, получившие 10 баллов и более по обоим измерениям имеют тенденцию к типу поведения D.
Тип D также был рассмотрен в отношении общих соматических жалоб в детском возрасте.